# Sam Taylor (football)
Ne doit pas être confondu avec Sam Taylor (réalisateur américain).
Samuel James T. Taylor, plus connu sous le nom de Sam Taylor ou encore de Sammy Taylor (né le 17 septembre 1893 à Sheffield dans le Yorkshire du Sud et mort en janvier 1973 dans la même ville), est un joueur de football anglais qui évoluait au poste d'attaquant.

## Palmarès
Huddersfield Town
- Championnat d'Angleterre D2 :
  - Vice-champion : 1919-20.
  - Meilleur buteur : 1919-20 (33 buts).